# اورگن سیتی (کالیفرنیا)
اورگن سیتی (به انگلیسی: Oregon City) یک منطقهٔ مسکونی در ایالات متحده آمریکا است که در شهرستان بیوت، کالیفرنیا واقع شده‌است. اورگن سیتی ۳۶۱ متر بالاتر از سطح دریا واقع شده‌است.